# فرزند پنجم
فرزند پنجم (انگلیسی: The Fifth Child) کتابی است از دوریس لسینگ که در سال ۱۹۸۸ توسط جاناتان کیپ منتشر گردید. رمان بن در جهان ادامه این کتاب است که در سال ۲۰۰۰ منتشر شد. این کتاب در سال ۲۰۰۷ برندهٔ جایزهٔ نوبل ادبیات شده‌است.

## داستان
کتاب، قصهٔ زوجی را تعریف می‌کند که معنای خوشبختی را در تشکیل زندگی، بچه‌دار شدن، مهمانی گرفتن و خلاصه سرگرم بودن می‌دانند. همه چیز همان‌طور که می‌خواهند در زندگی‌شان پیش می‌رود تا اینکه پنجمین فرزند خانواده که به هیچ وجه نرمال نیست، به دنیا می‌آید. تولد این فرزند زندگی آنها را از مسیر اصلی خارج می‌کند. «بن» کودکی است ناهنجا و غیر اجتماعی که مانند شیطانی کوچک همه انسجام و نظم زندگی خانوادگی را به هم می‌ریزد.

## ترجمه کتاب به فارسی
این کتاب را مهدی غبرایی به فارسی ترجمه کرده و نشر ثالث آن را منتشر کرده است

## جایزه
- نوبل ادبیات ۲۰۰۷